# Albert Baumler
Albert Baumler „Ajax” (ur. 17 kwietnia 1914 w Bayonne, zm. 2 sierpnia 1973 w Denison) – amerykański lotnik, as myśliwski okresu wojny domowej w Hiszpanii i II wojny światowej.

## Życiorys
Urodził się 17 kwietnia 1914 w Bayonne w stanie New Jersey w USA. Wstąpił do lotnictwa Armii USA (Army Air Corps) i podstawowe szkolenie lotnicze odbył od czerwca 1935 do lutego 1936 odbył w bazie Randolph Field.
Po wybuchu wojny domowej w Hiszpanii Baumler wystąpił z wojska i zaoferował swoje usługi jako pilota rządowi Republiki Hiszpańskiej. W Hiszpanii służył od 27 grudnia 1936. W lutym 1937 został przydzielony do jednostki myśliwskiej Escuadrilla Kosakov, pod dowództwem rosyjskim, latającej na radzieckich dwupłatowych myśliwcach I-15 „Chato”. 16 marca Baumler uzyskał pierwsze zwycięstwo powietrzne, zestrzeliwując zespołowo włoski myśliwiec FIAT CR.32 (z A. Zajcewem). 20 marca, w walce z bombowcami i ich osłoną myśliwską, Baumler odniósł pierwsze zwycięstwo indywidualne, zestrzeliwując drugiego Fiata 10 km na południe od Brihuega. 17 kwietnia w rejonie Teruelu zestrzelił niemiecki myśliwiec Heinkel He 51 z Legionu Condor, zestrzelenie drugiego uszkodzonego przyznano mu jako prawdopodobne.
W maju 1937 Baumler przeniósł się do jednostki 1. Escuadrilla de Moscas, dowodzonej przez Rosjanina Iwana Łakiejewa, latającej na szybszych dolnopłatach I-16 „Mosca”. 2 czerwca Baumler na I-16 zestrzelił Fiata CR.32, w rejonie Segowii, a 14 czerwca kolejnego nad Huesca. 8 lipca, w eskorcie bombowców R-5, prawdopodobnie zestrzelił kolejnego CR.32. 15 lipca zakończył latanie bojowe w Hiszpanii i w sierpniu powrócił do USA. Podczas wojny domowej uzyskał 4 zwycięstwa powietrzne indywidualne i 1 zespołowe oraz 2 prawdopodobne.
Po powrocie do USA, Baumler wstąpił w 1938 do lotnictwa amerykańskiego, w stopniu podporucznika. W 1941 wystąpił ponownie ze służby i zgłosił się do ochotniczej grupy lotniczej AVG („Latających Tygrysów”) walczących w Chinach, jednakże odmówiono mu paszportu z powodu wcześniejszego uczestnictwa w walkach w Hiszpanii. Próbował następnie dostać się do AVG poprzez służbę w jednostce dostarczającej zaopatrzenie z USA, lecz podczas lotu transportowego do Chin, na wyspie Wake zastał go 7 grudnia 1941 atak japoński na USA.
Po przystąpieniu USA do wojny, Baumler został przyjęty ponownie do lotnictwa myśliwskiego i w lutym 1942 służył w 45. Dywizjonie Pościgowym. Został następnie wysłany na front chiński, gdzie w maju 1942 dołączył do AVG – „Latających Tygrysów”, a następnie od 4 lipca 1942 służył w sformowanym na miejsce AVG 75. Dywizjonie Myśliwskim 23. Grupy Myśliwskiej (23FG, 75FS), latając na myśliwcach P-40E. Od 11 grudnia 1942 do 18 lutego 1943 był dowódcą 74. Dywizjonu. Podczas II wojny światowej zestrzelił 5 samolotów japońskich (w okresie czerwiec-lipiec 1942). Został odznaczony m.in. dwoma orderami Distinguished Flying Cross i orderem Air Medal oraz uzyskał stopień majora.
Po wojnie Baumler nadal służył w lotnictwie, z którego odszedł w 1965. Zmarł 2 sierpnia 1973 w Denison w Teksasie.